# Ovál

Ovál se dvěma osami symetrie zkonstruovaný čtyřmi kružnicemi (nahoře) a porovnání oválu (modře) s elipsou (červeně) se stejnou velkou i malou poloosou (dole).

V technickém výkresu je ovál (z latinského ovum, vejce) obrazec sestrojený ze dvou párů oblouků s dvěma různými poloměry. Oblouky různého poloměru se dotýkají v bodě, kde tečny obou těchto oblouků leží na stejné přímce. Každý bod na oválu leží na oblouku s konstantním poloměrem (kratším nebo delším) na rozdíl od elipsy, kde se poloměr neustále mění.

## Ovál v geometrii
V geometrii je oválem jakákoli křivka připomínající vejce nebo elipsu, která ale elipsou není. Na rozdíl od ostatních křivek není pojem „ovál“ přesně definován a jako ovál jsou označovány rozličné křivky. Tyto křivky mají následující vlastnosti:
- jsou diferencovatelné (hladké), jednoduché (neprotínající se), konvexní a uzavřené,
- jejich tvar se podobá elipse,
- mají alespoň jednu osu souměrnosti.

## Ovály v praxi
S oválnými tvary se v praxi setkáváme velice často. Příkladem mohou být některé stadiony či jiná sportoviště, které mívají oválný tvar (atletická dráha, cyklistický ovál, automobilová závodní dráha apod.).